# Melanophryniscus langonei
Melanophryniscus langonei – gatunek płaza bezogonowego z rodziny ropuchowatych.

## Systematyka
Gatunek ten został opisany w 2008 roku i jest jednym z przedstawicieli rodzaju Melanophryniscus zaliczanego do rodziny ropuchowatych (Bufonidae).
Zalicza się go do grupy Melanophryniscus moreirae.

## Rozmieszczenie geograficzne
Jest to endemit. Zamieszkuje on departament Rivera w północnym Urugwaju. Spotkano go dotychczas jedynie w dwóch lokalizacjach, które dzieli dystans 23 km. Tereny tam leżące należą do koncernu drzewnego, zajmującego się tworzeniem i eksploatacją plantacji sosny i eukaliptusa. Nie ma pewności, czy wyczerpuje to zasięg występowania płaza. IUCN rozważa jego występowanie na pobliskich obszarach Brazylii w stanie Rio Grande do Sul, choć dominują tam środowiska rolnicze.

## Ekologia
Gatunek zajmuje tereny lekko pagórkowate położone na wysokości 190–230 m n.p.m.
Jego siedlisko to obszary otwarte, porosłe głównie trawą, przecięte niewielkimi i płytkimi strumieniami, pojawiającymi się tylko okresowo.
Prawdopodobnie żywi się drobnymi stawonogami.

### Rozród
Podejrzewa się, że rozród przypada na zimę, a samica składa jaja w wodzie.

## Status zagrożenia i ochrona
W Czerwonej księdze gatunków zagrożonych IUCN płaz ten od 2009 roku klasyfikowany jest jako gatunek krytycznie zagrożony (CR, ang. Critically Endangered).
Jest to zwierzę rzadkie. W badaniu wspomnianym w pierwszym opisie gatunku (2008) okazał się najrzadszym spośród 23 gatunków bezogonowych stwierdzonych w obszarze badań. Trend liczebności populacji oceniany jest jako spadkowy.
Z zagrożeń IUCN wymienia zmiany w środowisku naturalnym w związku z zakładaniem plantacji introdukowanych drzew, susze i zmiany klimatyczne.
Zwierzę nie zamieszkuje obecnie żadnych terenów chronionych, ale w Urugwaju chronione jest przez ustawodawstwo krajowe.